# Сеульская соборная мечеть
Сеульская соборная мечеть (кор. 서울 중앙 모스크?, 首爾 中央 清真寺?, англ. Seoul Central Mosque) — мечеть в Сеуле (Южная Корея).

## История
Мечеть открыта в 1976 году в районе Итхэвон Сеула, где традиционно проживает много иностранцев. Расположена в муниципалитете Ханнам городского района Юнсан. В мечети проводятся лекции на английском, арабском и корейском языках. Пятничные (джума) молитвы регулярно привлекают от четырёхсот до пятисот молящихся, хотя количество регулярно посещающих мечеть иногда насчитывает до восьмисот человек.
Примерно за десять лет до строительства мечети Корейская мусульманская федерация (первоначально известная как Корейское мусульманское общество) проводила службы в импровизированном молитвенном зале, расположенном в центральной части Сеула. В то время в Корее проживало менее трех тысяч мусульман.
Президент Пак Чон Хи предложил Корейской мусульманской федерации землю, на которой можно построить настоящую мечеть, в качестве жеста доброй воли потенциальным союзникам на Ближнем Востоке от молодой Республики. В ответ правительства Саудовской Аравии и ряда других стран Ближнего Востока выделили средства для строительства мечети. Большая часть средств поступила из Саудовской Аравии.
В течение года после открытия Сеульской центральной мечети число мусульман в Корее возросло с менее чем трех тысяч до более пятнадцати тысяч. Это число снова резко возросло до примерно ста пятидесяти тысяч благодаря большому притоку в 1990-х годах иностранных рабочих из мусульманских стран, таких как Пакистан, Бангладеш и Индонезия. В настоящее время в Южной Корее проживает от ста до двухсот тысяч мусульман.
С момента открытия Сеульской центральной мечети по всей Корее было построено ещё семь мечетей. Тем не менее, Центральная мечеть Сеула остается единственной мечетью в столичном районе Сеула и, таким образом, служит функциональным центром исламского культурного сообщества в Сеуле. Вокруг мечети возникла оживленная торговая зона, в основном сосредоточенная вокруг продажи и приготовления блюд ближневосточной кухни и других халяльной еды.
Мечеть известна своим характерным для ислама архитектурным стилем. Большие минареты на здании и гравированная арабская каллиграфия возле его входа заслуживают особого внимания, в частности, как необычные среди типичной корейской архитектуры остальной части Итаэвона.
Во время кризиса с южнокорейскими заложниками в 2007 году в Афганистане центральная мечеть Сеула стала местом проведения нескольких антиисламских акций протеста со стороны христианских группировок. Были получены угрозы взрыва, в результате чего в целях защиты верующих и здания мечети было существенно увеличено присутствие полиции возле мечети.